# مملكة الحرير (مسلسل)
مملكة الحرير هو مسلسل تلفزيوني مصري عُرض في عام 2025 على منصة يانغو بلاي، من بطولة كريم محمود عبدالعزيز، أسماء أبو اليزيد، أحمد غزي، عمرو عبدالجليل، ومن تأليف وإخراج بيتر ميمي.

## قصة المسلسل
ثلاثة أشقاء تفرقهم الحياة وتجمعهم معركة شرسة على العرش الملكي، حيث تتغيّر الأقدار يوم ميلاد الابن الثاني للملك (نور الدين)، عندما يقتل العم الذهبي الملك ويطارد وريثيه. يهرب الخادم الأمين (رضوان) بالأميرين (شمس الدين) و(جلال الدين)، لكنهما يفترقان. في حين يكبر (شمس الدين) كعبد بالكتيبة، بينما ينشأ (جلال الدين) بين اللصوص. وعندما يجتمعان مجددا، تنفجر الصراعات بين الولاء والخيانة في معركة على السلطة.

## الممثلون
- كريم محمود عبد العزيز: في دور الأمير شمس الدين
- أسماء أبو اليزيد: في دور الأميرة جليلة
- أحمد غزي: في دور الأمير جلال الدين
- سارة التونسي: في دور ريحانة
- محمود البزاوي: في دور رضوان
- سارة بركة: في دور الأميرة فيروز بنت الملك الدهبي
- وليد فواز: في دور الجبل
- حسن العدل: في دور الحكيم عمر
- أيمن طعمة: في دور ريان
- نورا مهدي: في دور ورد
- عمرو عبد الجليل: في دور الملك الدهبي
- سلوى عثمان
- رباب ممتاز
- عبدالمنعم رياض
- محمد البوهي
- محمود غريب
- أمير عبد الواحد

## روابط خارجية
- مملكة الحرير على موقع ليتربوكسد (الإنجليزية)